# Koziki (Varmie-Mazurie)
Pour les articles homonymes, voir Koziki.
Koziki est un village polonais du district administratif d'Ełk, dans le powiat d'Ełk, voïvodie de Varmie-Mazurie, au nord-est du pays.